# Stefan Hanka-Kulesza

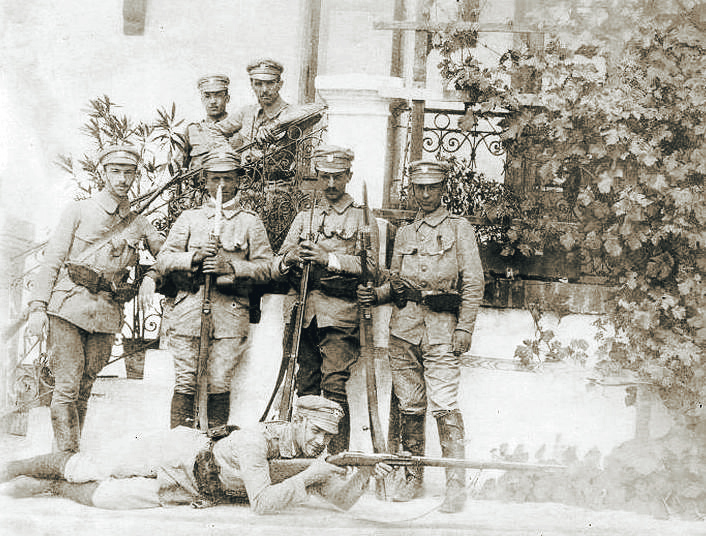
Siódemka Beliny w 1914 roku, na ganku dworu w Goszycach; Stefan Kulesza leży. Stoją od lewej Zygmunt Karwacki „Bończa”, Stanisław Skotnicki „Grzmot”, Janusz Głuchowski „Janusz” i Antoni Jabłoński „Zdzisław”. Nad nimi Ludwik Skrzyński „Kmicic” i dowódca patrolu, Władysław Prażmowski „Belina”.

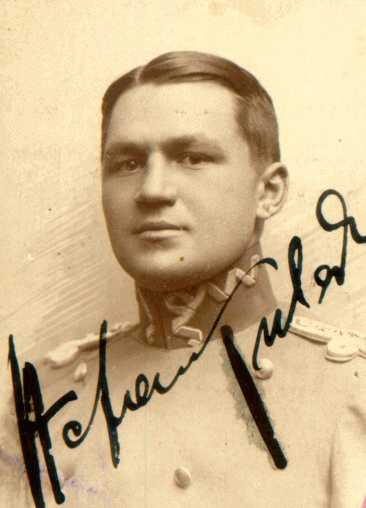
Stefan Hanka-Kulesza w mundurze legionowym

Stefan Hanka-Kulesza, także Kulesza-Hanka, do 1937 Stefan Kulesza (ur. 30 sierpnia 1892 w Holenderni pod Włodawą, zm. 5 czerwca 1964 w Londynie) – polski działacz niepodległościowy, inżynier, pułkownik kawalerii Wojska Polskiego, kawaler Orderu Virtuti Militari.
Podczas studiów inżynierskich na Uniwersytecie w Gandawie dołączył do „Filarecji” i Związku Strzeleckiego. W chwili wybuchu I wojny światowej znajdował się w Krakowie na kursie oficerskim, dołączył do tzw. „siódemki Beliny”, która jako pierwsza polska jednostka wojskowa przekroczyła granicę zaboru austriackiego z zaborem rosyjskim. Następnie służył w 1. pułku ułanów Legionów Polskich, ostatecznie został podporucznikiem i zastępcą dowódcy szwadronu. Po kryzysie przysięgowym w 1917 roku aresztowany i internowany w Beniaminowie.
W listopadzie 1918 roku przyjęty do Wojska Polskiego w stopniu majora, podczas wojny polsko-bolszewickiej został dowódcą nowo utworzonego 201. pułku szwoleżerów. Stefan Kulesza wykazał się dzielnością w boju, wziął udział w Bitwie Warszawskiej, 17 sierpnia prowadząc atak na bagnety został ciężko ranny. W okresie międzywojennym dowódca m.in. 3. pułku szwoleżerów, w roku 1930 odwołany ze stanowiska ze względu na nieprawidłowości. Następnie dowodził XVII Brygadą Kawalerii, a od sierpnia 1939 roku Kresową Brygadą Kawalerii. Zdjęty ze stanowiska w pierwszych dniach kampanii wrześniowej, w drugiej połowie września 1939 roku dowodził ze zmiennym szczęściem improwizowaną Grupą „Dubno”, z którą walczył przeciw ukraińskim dywersantom, Armii Czerwonej i Wehrmachtowi. Skapitulował 25 września, resztę wojny spędził w obozie jenieckim. Po wojnie na emigracji.

## Życiorys
Stefan Kulesza urodził się 30 sierpnia 1892 roku w majątku Holendernia k. Włodawy, w ówczesnym zaborze rosyjskim. Jego ojcem był Józef Kulesza, właściciel majątku, a matką Leokadia z Pytkowskich Kuleszowa.
Rozpoczął naukę w szkole realnej w Siedlcach, jednak po strajkach szkolnych i rewolucji 1905 roku przeniósł się do Płocka, gdzie ukończył pięcioletnie gimnazjum. Kontynuował naukę w Szkole Mechaniczno-Technicznej Wawelberga i Rotwanda w Warszawie, gdzie ukończył trzyletni kurs budowy maszyn dający tytuł inżyniera. W 1912 roku podjął dalsze studia inżynierskie na Uniwersytecie w Gandawie w Belgii. W czasie studiów dołączył do powiązanej z PPS-Frakcją Rewolucyjną i Związkiem Walki Czynnej Unii Stowarzyszeń Polskiej Młodzieży Niepodległościowej („Filarecji”). Wstąpił także do Związku Strzeleckiego, do którego przyjął go osobiście naczelnik organizacji, Kazimierz Sosnkowski. W „Strzelcu” przyjął pseudonim „Hanka”, który z czasem stał się częścią jego nazwiska.
Latem 1914 roku przebywał w Krakowie na letnim kursie podoficerskim „Strzelca”. W pierwszych dniach I wojny światowej został członkiem tzw. „siódemki Beliny” – patrolu Władysława Prażmowskiego „Beliny”, z którym Kulesza poznał się jeszcze podczas studiów w Belgii. Grupa w nocy z 1 na 2 sierpnia jako pierwsza polska jednostka wojskowa przekroczyła granicę zaboru austriackiego z zaborem rosyjskim. Siedmioosobowy patrol przeprowadził zwiad przez Goszyce, Działoszyce, Jędrzejów i Słomniki, skąd powrócił do dworku w Goszycach. Wieczorem 3 sierpnia lub po godzinie 16:00 następnego dnia patrol powrócił do Krakowa, a następnie jego członkowie 6 sierpnia wyruszyli wraz z 1. kompanią kadrową do Miechowa.
Stefan Hanka-Kulesza następnie pełnił służbę w 1 pułku ułanów Legionów Polskich pod dowództwem „Beliny”. W 1915 roku powierzono mu dowództwo nad III plutonem 3. szwadronu pułku. 1 listopada 1916 roku został mianowany podporucznikiem kawalerii. Od 6 lutego do 4 kwietnia 1917 roku był komendantem kawaleryjskiego kursu podoficerskiego przy 1 pułku ułanów w Ostrołęce. W kwietniu 1917 roku został zastępcą dowódcy 5. szwadronu szkolącego nowych rekrutów do służby. 15 lipca 1917 roku, po kryzysie przysięgowym, został  aresztowany i internowany w Beniaminowie.
W kwietniu 1918 roku został zwolniony z obozu internowania i powrócił w rodzinne strony, gdzie zawarł związek małżeński z Pelagią Bujalską h. Ślepowron.

### Wojna polsko-bolszewicka
W listopadzie 1918 roku przyjęty został do Wojska Polskiego w stopniu majora i wyznaczony na stanowisko dowódcy szwadronu zapasowego 7 pułku ułanów lubelskich stacjonującego w Ciechanowie. 15 lipca 1920 roku został zatwierdzony z dniem 1 kwietnia 1920 roku w stopniu majora, w kawalerii, w grupie oficerów byłych Legionów Polskich.
W lipcu 1920 roku, w okresie nadzwyczajnej mobilizacji wojsk polskich po odwrocie z Ukrainy, dowodzony przez niego szwadron sformował dla nowo utworzonego 201 pułku szwoleżerów szwadron ciężkich karabinów maszynowych. Wkrótce 28-letni podówczas major Hanka-Kulesza został wyznaczony na pierwszego dowódcę nowego pułku i wraz z nim wyruszył na front wojny polsko-bolszewickiej.
Władysław Lewandowski, autor szkicu monograficznego o 201 pułku pisze, że Stefan Hanka-Kulesza dał się poznać jako dzielny i odważny dowódca czasu wojny. Jednostkę sformowano w wielkim pośpiechu, z wykorzystaniem uzbrojenia i oporządzenia rozmaitego autoramentu: przydzielono jej angielskie karabiny, polskie i rosyjskie szable, niemieckie lance kawaleryjskie, siodła kanadyjskie i amerykańskie, wsparcie ciężkich karabinów maszynowych zapewniały ckm Maxim na taczankach. Zabrakło zupełnie czasu na przeszkolenie pododdziałów czy choćby ostrzelanie rekrutów: broń jednostkom wydano 2 sierpnia 1920 roku, a już 3 sierpnia szwadrony 1 i 3 odjechały na front z Dworca Kijowskiego w Warszawie; dzień później podążył za nimi szwadron 2.
Hanka-Kulesza dowodził 2 i 3 szwadronem w walkach opóźniających wokół Zambrowa, następnie osłaniał odwrót polskiej piechoty za Kosówkę, Liwiec, Ossownicę, wreszcie na przedmoście warszawskie w rejonie Okuniewa. W krytycznym momencie bitwy warszawskiej, po utracie Radzymina, od 14 sierpnia 201 pułk osłaniał od wschodu Jabłonnę i toczył ciężkie walki z Armią Czerwoną w rejonie Nieporętu. Po odzyskaniu Radzymina pułk przesunięto forsownym marszem pod Płońsk, gdzie miał wejść w skład formowanej Północnej Dywizji Jazdy pod dowództwem płk. Gustawa Orlicz-Dreszera.
17 sierpnia pod Baboszewem k. Ćwiklina trzy spieszone szwadrony pułku stanęły naprzeciw natarciu trzech pułków 18. Dywizji Strzeleckiej Armii Czerwonej, nacierającym na Płońsk od strony Arcelina. W wyniku sześciogodzinnej bitwy, mimo zużycia zapasów amunicji, wojska Hanki-Kuleszy utrzymały linię obrony i zmusiły nieprzyjaciela do odwrotu. On sam jednak podczas jednego z kontrataków na bagnety został ciężko ranny. Zdjęty z dowództwa i przeniesiony na tyły, jego miejsce jako p.o. dowódcy zajął rotmistrz Rudolf Dreszer. Hanka-Kulesza powrócił do swojej jednostki dopiero 30 grudnia 1920 roku w Kupiczowie pod Kowlem, już po podpisaniu zawieszenia broni. Trzy dni wcześniej, 27 grudnia 1920 roku minister spraw wojskowych przemianował jednostkę na 3 pułk szwoleżerów.

### Okres międzywojenny
Po wojnie i demobilizacji Stefan Hanka-Kulesza pozostał dowódcą swojej jednostki, najpierw w Płocku, od jesieni 1921 roku w Wołkowysku, a ostatecznie od maja 1922 roku w Suwałkach. 3 maja 1922 roku został zweryfikowany w stopniu majora ze starszeństwem z dniem 1 czerwca 1919 roku i 42. lokatą w korpusie oficerów jazdy.
W 1922 roku żona Stefana Hanki-Kuleszy, Pelagia Kuleszyna, została matką chrzestną sztandaru 3. pułku. W okresie pokoju pułk wysyłał oddziały dozorujące granicę z ZSRR i z Litwą, Hanka-Kulesza nadzorował także szkolenie kolejnych roczników rezerwistów. 31 marca 1924 roku został mianowany podpułkownikiem ze starszeństwem z dniem 1 lipca 1923 roku i 8. lokatą w korpusie oficerów jazdy (od 1924 roku – kawalerii). 1 stycznia 1928 roku Prezydent RP Ignacy Mościcki mianował go pułkownikiem ze starszeństwem z dniem 1 stycznia 1928 roku i 13. lokatą w korpusie oficerów kawalerii.
W okresie dowodzenia przez niego jednostką do uszu przełożonych coraz częściej docierały jednak sygnały o rozluźnieniu dyscypliny wśród żołnierzy, pijaństwie i hazardzie wśród oficerów, oraz o traktowaniu jednostki jak prywatnego folwarku. Ostatecznie 26 marca 1930 roku Stefan Hanka-Kulesza został odwołany ze stanowiska dowódcy pułku.
31 marca 1930 roku został mianowany dowódcą XVII Brygady Kawalerii w Hrubieszowie. W latach 30. kilkukrotnie dowodzone przez niego jednostki były dyskwalifikowane podczas manewrów, jednak nie wpływało to na wysokie noty Kuleszy wystawiane mu przez sanacyjne dowództwo. Po latach płk Jerzy Grobicki, jeden z kolegów „Hanki” jeszcze z czasów legionowych zasugerował w swoich wspomnieniach, że Kulesza był nieusuwalny ze stanowiska ze względu na sławę, jaką dawała mu przynależność do siódemki Beliny w 1914 roku.
W kwietniu 1937 roku został zastępcą dowódcy Kresowej Brygady Kawalerii w Brodach. 16 września 1937 roku wojewoda lubelski zezwolił mu na zmianę rodowego nazwiska „Kulesza” na nazwisko „Hanka-Kulesza”.

### II wojna światowa
W sierpniu 1939 roku objął dowództwo Kresowej Brygady Kawalerii. Brygada, trzymana początkowo w odwodzie Armii „Łódź”, 2 września została skierowana nad Wartę. Rankiem 3 września wyładowała się z transportu kolejowego pod Szadkiem i wzmocniła obronę 10. Dywizji Piechoty, współtworząc Grupę Operacyjną „Sieradz” gen. bryg. Franciszka Dindorfa-Ankowicza. Hanka-Kulesza jeszcze tego samego dnia zameldował się w sztabie Armii „Łódź” w podłódzkim Julianowie, gdzie dowódca armii gen. Juliusz Rómmel potwierdził rozkaz wzmocnienia obrony prawego brzegu Warty i rozpoczęcia przez brygadę działań opóźniających. 4 września na zachód od miasta Warta oddziały Kresowej Brygady stoczyły walkę z niemiecką 24. Dywizją Piechoty. Wkrótce potem do brygady dotarł rozkaz gen. Rómmla nakazujący jej powrót na drugi brzeg rzeki i przejście do odwodów. Podległe Stefanowi Hance-Kuleszy wojska rozkaz wykonały, oderwały się od nieprzyjaciela i powróciły na pozycje wyjściowe w rejon Szadka, co jednak spowodowało utratę Warty i kilku mostów w rejonie miasta.
Z nie do końca wyjaśnionych przyczyn jeszcze tego samego dnia Hanka-Kulesza został usunięty ze stanowiska przez dowódcę Armii „Łódź” i przeniesiony na stanowisko zastępcy dowódcy brygady. Jego miejsce zajął płk Jerzy Grobicki. Niektórzy autorzy sugerują, że odwołanie pułkownika miało być próbą zrzucenia na niego winy za błędy strategiczne jego przełożonego. Z kolei w głośnym eseju Wrzesień: próba nowego spojrzenia Paweł Piotr Wieczorkiewicz sugeruje, że Hanka-Kulesza w istocie samowolnie opuścił dowodzoną przez siebie brygadę. Jakkolwiek było, po 6 września pułkownik opuścił swoją jednostkę i udał się do Warszawy, w ślad za generałem Rómmlem, możliwe że w celu wyjaśnienia całej sytuacji. W stolicy nie przywrócono mu dowództwa nad Kresową Brygadą Kawalerii, zamiast tego został skierowany do Dubna w celu zorganizowania obrony miasta.
W Dubnie Stefan Hanka-Kulesza początkowo był zastępcą dowódcy garnizonu gen. Stefana Strzemieńskiego, a ostatecznie został dowódcą improwizowanej Grupy „Dubno”. Utworzona 12 września grupa operacyjna miała za zadanie przygotować obronę miasta i linii rzeki Ikwy na wypadek przebicia się Wehrmachtu na Wołyń. Po agresji sowieckiej 17 września grupa oddała miasto bez walki i wyruszyła na południe z zamiarem przebicia się do operujących pod Lwowem wojsk Frontu Południowego gen. Kazimierza Sosnkowskiego. Po drodze dołączały do niej oddziały tyłowe i luźne grupy żołnierzy z rozbitych jednostek, stoczyła też kilka potyczek z dywersantami ukraińskimi i wysuniętymi patrolami sowieckimi
Dowodzona przez niego improwizowana jednostka stoczyła 21 września zwycięską potyczkę pod Kamionką Strumiłową z oddziałami 4. Dywizji Lekkiej. Po bitwie, na skutek zmiany sytuacji na froncie, płk Hanka-Kulesza wydał rozkaz o przebijaniu się na Węgry. Następnie postanowił uderzyć całością sił na Rawę Ruską, gdzie spodziewał się znaleźć silną załogę niemiecką. Wskutek nadmiernego rozciągnięcia podległych mu wojsk, siły Grupy dołączały do bitwy pod Rawą Ruską przez cały dzień 24 września. Po całodziennym wyczerpującym boju przeciwko 2. Dywizji Pancernej wojska Hanki-Kuleszy zadały Niemcom poważne straty, jednak nie udało im się przebić przez ich pozycje, a część oddziałów wpadła w panikę i poszła w rozsypkę. Na nocnej odprawie dowódców płk Hanka-Kulesza uznał dalsze przebijanie się za niemożliwe i nakazał kapitulację. Jej warunki uzgodniono rankiem 25 września 1939 roku w sztabie 2. Dywizji Pancernej, a o 10:30 polscy żołnierze zaczęli składać broń. Przeszło 2000 żołnierzy i oficerów dostało się do niemieckiej niewoli. Autorzy wydanego przez Bellonę przewodnika encyklopedycznego Boje polskie nazywają jego dowodzenie w tej bitwie „nieudolnym”. Z kolei Paweł Piotr Wieczorkiewicz uznaje, że Hanka-Kulesza jako dowódca grupy „zapisał ładną kartę w końcowym etapie kampanii” oraz że „zapisał ładny epizod w walce z Rosjanami”.
Dostał się do niewoli niemieckiej, resztę wojny spędził w Oflagu VIIA Murnau. Po wojnie zamieszkał w Paryżu, a później w Londynie, gdzie osiadł na stałe i założył firmę. Zmarł 5 czerwca 1964 roku. Pochowany jest na cmentarzu North Sheen, w południowo-zachodniej części Londynu.

## Ordery i odznaczenia
- Krzyż Srebrny Orderu Wojskowego Virtuti Militari nr 2673 (1921)[46]
- Krzyż Niepodległości (20 stycznia 1931)[47]
- Krzyż Oficerski Orderu Odrodzenia Polski (11 listopada 1936)[48][49]
- Krzyż Walecznych (trzykrotnie)
- Złoty Krzyż Zasługi (10 listopada 1928)[50]
- Medal Pamiątkowy za Wojnę 1918–1921
- Medal Dziesięciolecia Odzyskanej Niepodległości
- Odznaka „Za wierną służbę”
- Odznaka Pamiątkowa „Pierwszej Kadrowej”[51]